# Nguyễn Xuân Đường
 Nguyễn Xuân Đường (sinh ngày 1 tháng 9 năm 1958) là một chính khách Việt Nam. Ông từng là Phó Bí thư Tỉnh ủy, Chủ tịch Ủy ban nhân dân tỉnh Nghệ An khóa XVII, nhiệm kỳ 2016–2021.

## Lý lịch và học vấn
Nguyễn Xuân Đường sinh ngày 1 tháng 9 năm 1958, quê quán xã Hưng Tiến, huyện Hưng Nguyên, tỉnh Nghệ An.
Trình độ: Tiến sĩ Quản lý Giáo dục;
Ngày vào Đảng Cộng sản Việt Nam: 1/5/1982. Ngày chính thức: 1/5/1983.

## Sự nghiệp
Từ 1975 - 10/1980: Tham gia Quân đội nhân dân Việt Nam C1-D10E150F316B; Vào đại học, sinh viên Khoa Toán, Trường Đại học Sư phạm Vinh (nay là Đại học Vinh).
Từ 10/1980 - 10/1987: Giáo viên, Chi ủy viên, Bí thư Đoàn trường Trường cấp 3 Lê Hồng Phong, huyện Hưng Nguyên.
Từ 10/1987 - 12/1994: Công tác tại Huyện ủy Hưng Nguyên: Chuyên viên Tổng hợp, Phó Văn phòng Huyện ủy, huyện ủy viên, Phó trưởng Ban Tổ chức Huyện ủy, Thường vụ Huyện ủy, Chủ nhiệm Ủy ban Kiểm tra Huyện ủy Hưng Nguyên.
Từ 12/1994 - 10/2000: Phó Bí thư, Chủ tịch Ủy ban nhân dân huyện Hưng Nguyên.
Từ 4/2000 - 4/2004: Ủy viên Ủy ban nhân dân tỉnh, Chánh Văn phòng Hội đồng nhân dân và Ủy ban nhân dân tỉnh Nghệ An, Đại biểu Hội đồng nhân dân tỉnh nhiệm kỳ 1999 - 2004.
Từ 5/2004 - 12/2005: Ủy viên Ban Chấp hành Tỉnh ủy, Ủy viên Ủy ban nhân dân tỉnh, Giám đốc Sở Nội vụ tỉnh Nghệ An.
Từ 12/2005 - 9/2007: Ủy viên Ban Thường vụ Tỉnh ủy, Trưởng ban Tuyên giáo Tỉnh ủy.
Từ 10/2007 - 5/2013: Ủy viên Ban Thường vụ Tỉnh ủy, Phó Chủ tịch Ủy ban nhân dân tỉnh, Đại biểu Hội đồng nhân dân tỉnh Nghệ An các nhiệm kỳ: 2004 – 2011, 2011 – 2016.
Ngày 14/5/2015, Ban chấp hành Đảng bộ tỉnh Nghệ An khóa XVII đã bầu Nguyễn Xuân Đường giữ chức Phó Bí thư Tỉnh ủy nhiệm kỳ 2010–2015. Sáng ngày 15/5/2013, ông tiếp tục được Hội đồng nhân dân tỉnh thống nhất bầu làm chủ tịch tỉnh nhiệm kỳ 2011-2016.
Ngày 14/10/2015, Đại hội đảng bộ khóa tỉnh Nghệ An XVIII đã bầu Nguyễn Xuân Đường tái đắc cử chức vụ Phó Bí thư Tỉnh ủy nhiệm kỳ 2015–2020.
Sáng ngày 29/6/2016, Hội đồng nhân dân tỉnh Nghệ An khóa XVII, nhiệm kỳ 2016 – 2021 đã bầu Nguyễn Xuân Đường tái đắc cử chức vụ Chủ tịch Ủy ban nhân dân tỉnh Nghệ An.
Sáng ngày 1 tháng 10 năm 2018, tại kỳ họp HĐND nhiệm kỳ 2016-2021, các đại biểu HĐ ND tỉnh Nghệ An đã tiến hành miễn nhiệm Chủ tịch UBND tỉnh Nghệ An nhiệm kỳ 2016-2021 với Nguyễn Xuân Đường vì ông được nghỉ hưu theo chế độ nhà nước Việt Nam, thay thế Nguyễn Xuân Đường là Thái Thanh Quý, 42 tuổi.

## Gia đình
Con trai cả của ông là Nguyễn Xuân Đức, sinh năm 1982, hiện là Tỉnh uỷ viên, Bí thư Đảng uỷ, Chủ tịch HĐND xã Kim Liên, Nghệ An.
Con trai thứ hai là Nguyễn Xuân Tiệp, sinh năm 1987, hiện công tác tại Bộ Nông nghiệp và Phát triển nông thôn Việt Nam, nguyên là Phó Bí thư Tỉnh đoàn Nghệ An nhiệm kỳ 2017-2022, nguyên Bí thư Đoàn khối các Cơ quan tỉnh Nghệ An.